# Выставочный центр Наньган (станция метро)
«Выставочный центр Наньган» (англ. Taipei Nangang Exhibition Center; кит. 南港展覽館) — пересадочный узел Тайбэйского метрополитена, связывающий линии Вэньху и Баньнань. Находится на территории района Наньган в Тайбэе. Станция «Выставочный центр Наньган» линии Вэньху была открыта 4 июля 2009 года в составе участка Нэйху. 27 февраля 2011 года была открыта станция на линии Баньнань. «Выставочный центр Наньган» — конечная станция обеих линий. Следующая станция на линии Вэньху — «Парк программного обеспечения Наньган», на линии Баньнань — «Наньган».

## Техническая характеристика
Станция «Выставочный центр Наньган» линии Вэньху — эстакадная с островной платформой, линии Баньнань — однопролётная с островной платформой. На станции есть семь выходов, из них четыре оборудованы эскалаторами. Три выхода оборудованы лифтами. На станции установлены платформенные раздвижные двери.

## Путевое развитие
За станцией располагается обслуживающее линию Вэньху электродепо Нэйху.